# A Sámán király epizódjainak listája
   Ebben a szócikkben a szereplők nevei az animesorozat magyar változatban használt formának megfelelően angolos írásmódban és névsorrendben szerepelnek, mellettük első előforduláskor zárójelben az eredeti japán névalak magyaros átírása van feltüntetve.

A Sámán király animesorozat angol változatának főcíme

Ez a lista Takei Hirojuki Sámán király című mangasorozata alapján készült animesorozat epizódjait sorolja fel. A Sámán király animefeldolgozását Mizusima Szeidzsi rendezte és a TV Tokyo, a Nihon Ad Systems és a Xebec stúdió gyártásában készült. A gyártás korai fázisában maga Takei is segített a stábnak, de mivel a manga készítése minden idejét elvette, így hamarosan kilépett. A 64 epizódból álló animesorozatot 2001. július 4. és 2002. szeptember 25. között vetítette a TV Tokyo Japánban. Az Egyesült Államokban a 4Kids Entertainment szerezte meg a vetítési jogokat. A 4Kids megvágott és szövegkönyvileg módosított változatának premierje a Fox Box csatornán volt 2003. augusztus 30-án. Az utolsó epizódot 2005. szeptember 3-án mutatták be. A 4Kids változata a Fox Kids, illetve Jetix hálózatokon számos európai, ázsiai és latin-amerikai országban vetítésre került.
Az epizódokat tizenhat DVD-kötetbe gyűjtve adta ki a King Records Japánban 2001. október 30. és 2003. január 22. között. A DVD-k három díszdobozos kiadványban is megjelentek 2008. augusztus 27. és 2008. december 25. között. Észak-Amerikában a Funimation Entertainment adott ki öt DVD-kötetet 2004. október 19. és 2005. március 29. között, kötetenként 3–3 vágatlan epizóddal.
Magyarországon a Fox Kids vetítette 2004-től a Sámán király 4Kids-változatát magyar szinkronnal, majd a Jetixszé alakult csatorna fejezte be 2005-ben. Az első epizód bemutatója 2004. november 2-án volt, míg az utolsóé 2005 decemberében. A DVD-kiadást a Mirax kezdte meg, 2007 folyamán három DVD-kötet jelent meg az első 9 epizóddal. A Jetix Sámán király – Szellemek és szamurájok küzdelme cím alatt egy, az első két epizódot tartalmazó DVD-t is megjelentetett.

## Epizódlista
| # | Epizód címe | Első japán sugárzás  | Első magyar sugárzás |
| --- | --- | -------------------- | -------------------- |
| 1 | Yoh, Morty Júrei to odoru sónen (幽霊と踊る少年; Hepburn: Yūrei to odoru shōnen)                                             | 2001. július 4.      | 2004. november 2.    |
| Morty (Ojamada Manta), tizenhárom éves diák egy este találkozik egy fiúval, Yoh Asakurával (Aszakura Jó), aki szellemekkel társalog. Mikor másnap elmeséli az iskolában, senki sem hisz neki, tekintve, hogy Morty nagy rajongója a szellemtörténeteknek. Miután Yoh az osztályában is megjelenik, Morty nyomozni kezd utána, de nagy bajba keveredik, amikor Rio (Umemija Rjúnoszuke) hullarabló bandája elkapja. Nem várt segítséget kap Yoh-tól, aki nem más, mint egy sámán. | |                      |                      |
| 2 | Védőszellem Macu szamuráj (待つサムライ; Macu szamurai; Hepburn: Matsu samurai)                                              | 2001. július 11.     |                      |
| Yoh keresi azt a szellemet, aki csatlakozna hozzá, mint őrzőszellem, és Amidamarura, a 600 éves szamuráj lelkére esik a választása. Amidamaru viszont addig nem kívánja elhagyni sírhelyét, míg nem találkozik újra régi batárjával, Mosukéval és vissza nem kapja a Fény kardját. Yoh és Morty egy múzeumba mennek a kardért és Mosuke lelkéért. Amidamaru végül úgy dönt, hogy Yoh-val tart a „jó és az igazság útján”, és ellátják a bosszúra szomjazó Rio baját. | |                      |                      |
| 3 | Lenny Mó hitori no Shaman (もう一人のシャーマン; Mó hitori no Sáman; Hepburn: Mō hitori no Shāman)                           | 2001. július 18.     |                      |
| Yoh-t kihívja Len Tao („Lenny”, Tao Ren), egy arrogáns sámán, aki a szellemeket csak eszköznek tekinti. Úgy tűnik, hogy Yoh-nak nincs esélye Lenny-vel szemben. | |                      |                      |
| 4 | Tökéletes egység Hjói hjaku (憑依100; Hepburn: Hyōi hyaku)                                                                   | 2001. július 25.     |                      |
| A Lenny-vel vívott harcban Yoh megsebesül, de nincs veszteni való ideje. Hogy legyőzhesse kihívóját, 100%-os erőre (hjoi gattai) van szüksége, aminek eléréséhez tökéletes egységet kell alkotnia Amidamaruval. | |                      |                      |
| 5 | Új utasítások Osama na Shaman (おシャマなシャーマン; Osama na Sáman; Hepburn: Oshama na Shāman)                              | 2001. augusztus 1.   |                      |
| Anna Kyoyama (Kjójama Anna), aki egy gyerekkori ígéret révén Yoh menyasszonya, megérkezik a városba és megkezdi Yoh felkészítését a Sámánbajnokságra. Bár módszerei nagyon kemények, jól jön az edzés, amikor Yoh-ra a Tao család kjonsii-jei támadnak. | |                      |                      |
| 6 | A kung-fu mester Kung Fu Master (カンフーマスター; Kan Fú Maszutá; Hepburn: Kan Fū Masutā)                                   | 2001. augusztus 8.   |                      |
| Morty Yoh-t, Annát, és Amidamarut egy film megnézésére invitálja, melyben kedvenc sztárja, Lee Pai-long kung-fu harcos szerepel. Az események azonban hamar veszélyesre fordulnak, amikor Lee Pai-long holtteste támad rájuk, melyet Ren nővére, a dósiharcos Jun Tao (Tao Dzsun) irányít. | |                      |                      |
| 7 | A Pai-long-támadások Pai-long ikari no ippacu (パイロン怒りの一発; Pairon ikari no ippacu; Hepburn: Pairon ikari no ippatsu) | 2001. augusztus 15.  |                      |
| Morty elmenekül a harc színteréről, hogy segítséget szerezzen, amit meg is kap Rio személyében. Yoh – mivel elvesztette a Fénykardot – Rio fakardjával folytatja a küzdelmet. Pai-long azonban kiszabadul Jun irányítása alól és vadul támadja Yoh-t. Hogy megfékezzék, Anna megidézi nyakláncával Pai-long mesterének, Shamonnak lelkét, aki Yoh-val egyesülve megálltja Pai-longot. Jun belátja tévedését, miszerint a szellemek csak eszközök lennének, a szabaddá vált Pai-long pedig felajánlja a lánynak, hogy továbbra is védelmezni fogja. | |                      |                      |
| 8 | A biciklis sámán Shaman Life (シャーマンライフ; Sáman Raifu; Hepburn: Shāman Raifu)                                          | 2001. augusztus 22.  |                      |
| Rio, miután tanúja volt Yoh és Pai-long harcának, úgy dönt, hogy ő is sámán szeretne lenni. Anna neki is lát Rio „edzésének”, ami inkább csak a házimunka elvégeztetését jelenti. Ezalatt Ginny Tao, egy újabb sámán a Tao családból, aki szintén dósiharcos, megérkezik Kínából, hogy leszámoljon Yoh-val. A küzdelmet azonban elbukja. | |                      |                      |
| 9 | A deszkás Kita no kuni kara kita sónen (北の国から来た少年; Hepburn: Kita no kuni kara kita shōnen)                          | 2001. augusztus 29.  |                      |
| Yoh befogad egy utazót, Trey Racert („Horohoro”, Uszui Horokeu), akit Anna nem lát szívesen, mert úgy gondolja, hogy egy sámán, aki már a Sámánbajnokság előtt le akar számolni ellenfeleivel. Trey elmondja, hogy a célja a miniatűrök, apró tündérszerű lények megmentése, akiknek az élettere a városok terjeszkedésével rohamosan csökken és nélkülözhetetlenek a törzse számára. Barátságot kötnek Yoh-val és később megküzdenek újabb dósikkal. | |                      |                      |
| 10 | A bosszú Innen rokupjakunen (因縁600年; Hepburn: Innen rokupyakunen)                                                         | 2001. szeptember 5.  |                      |
| Rio úgy hiszi, hogy sohasem lesz belőle igazi sámán. Letörve és boldogtalanul Tokageroh szellemének irányítása alá kerül, aki egy bandita 600 évvel ezelőttről és bosszút akar állni Amidamarun. | |                      |                      |
| 11 | A gyalázatos Tokageroh Haru ni furu ame (春にふる雨)                                                                         | 2001. szeptember 12. |                      |
| Tokageroh foglyul ejti Mortyt és azzal fenyegetőzik, hogy megöli a Fénykarddal. Amidamarunak választania kell barátai biztonsága és nagyra becsült kardja között. Yoh hagyja, hogy Tokageroh az ő testébe költözzön, s így megmutathatja a pozitív értékeket számára. | |                      |                      |
| 12 | Egy új sámán Hadzsimari o cugeru hosi (始まりを告げる星; Hepburn: Hajimari o tsugeru hoshi)                                  | 2001. szeptember 19. |                      |
| Miután összetört Amidamaru kardja, Rio még lehangoltabb lesz és Yoh próbál megoldást keresni. Anna megidézi Mosuke szellemét Rióba, hogy megjavítsa a kardot. Álarc mögött előbukkan Yoh apja, Mikihisa Asakura, hogy tesztelje fia képességeit. Ez jó alkalom Yoh-nak, hogy kipróbálja új Szellemkardját. Ezalatt egy csillag, a Végzet Csillaga jelenik meg az égen, ami a világ sámánjai számára a sámánkirályi címért való küzdelem kezdetét jelenti. | |                      |                      |
| 13 | A Végzet Csillaga Over Soul (オーバーソウル; Óbá Szóru; Hepburn: Ōbā Sōru)                                                   | 2001. szeptember 26. |                      |
| Hogy rész vehessen a Sámánbajnokságon, Yoh-nak meg kell ütnie legalább egyszer Silvát, az egyik felügyelősámánt. A feladat nem könnyű, mivel Silva öt védőszellemével különböző technikákat vet be. Yoh harc közben elsajátítja, hogy hogyan kell védőszellemének energiáját egy tárgyba irányítani és ezzel megtalálja a furjokuját, a sámánerejét, s teljesíti a feladatot. | |                      |                      |
| 14 | A sámánharc Shaman Fight (シャーマンファイト; Sáman Faito; Hepburn: Shāman Faito)                                            | 2001. október 3.     |                      |
| Yoh első ellenfele Horohoro lesz és a dolgokat csak bonyolítja, hogy Trey húga, Pilika is felbukkan, aki nem bízik Yoh-ékban. A küzdelem idejére Yoh és Trey barátokból és az ellenfelekké válnak. A kemény küzdelemből Yoh kerül ki győztesen, mivel Trey összes furjokuja elfogy. | |                      |                      |
| 15 | VIII. Faust Bone Killers (ボーン·キラーズ; Bón Kirázu; Hepburn: Bōn Kirāzu)                                                  | 2001. október 10.    |                      |
| Yoh második ellenfele egy temetőmágussá vált őrült doktor, VIII. Faust lesz. Silva rendkívül veszélyes ellenfélnek tartja, aki már a bajnokság esélyesére is megsemmisítő vereséget mért. Faust aljassága bebizonyosodik, amikor foglyul ejti Mortyt és a megölésével fenyegetőzik. | |                      |                      |
| 16 | Csonteső Faust Love (ファウスト·ラヴ; Fauszuto Ravu; Hepburn: Fausuto Ravu)                                                  | 2001. október 17.    |                      |
| A Faust elleni harc folytatódik. A doktor folyamatosan kínozza Mortyt, amitől Yoh elveszti nyugalmát és előnytelen helyzetbe kerül. Faust megidézi meggyilkolt kedvesének, Elizának szellemét, akit vágyálma visszahozni az élők sorába, de csak egy akarat nélküli védőszellem. Mikor már mindketten erejük végén járnak, Faust egy hatalmas csontvázat kelt életre, de Lenny váratlanul közbe avatkozik, mivel ő akar végezni Yoh-val, s mivel Yoh és Faust furjokuja is elfogyott, mindketten elvesztették a küzdelmet. | |                      |                      |
| 17 | Kirándulás Best Place futari tabi (ベストプレイス二人旅; Beszuto Pureiszu futari tabi; Hepburn: Besuto Pureisu futari tabi)  | 2001. október 24.    |                      |
| Yoh látszólag Mortyt teszi felelőssé a Fausttól elszenvedett vereségéért és elküldi, hogy megóvja a veszélytől. Morty azonban nem adja fel és Rióval Yoh után ered. Yoh, Anna és Amidamaru Yoh nagyapját, Yohmei mestert (Aszakura Jómei) látogatják meg, aki komoly próbatétel elé állítja Yoh-t és a Tartarosz-alagútba küldi. Mortyt és Riót két sámán, Ellie és Millie követi, akik el akarják őket pusztítani. | |                      |                      |
| 18 | A Tartarosz-alagút Jó (よう; Hepburn: Yō)                                                                                    | 2001. október 31.    |                      |
| Hogy Yoh fejlessze sámánképességeit, belép a Tartarosz-alagútba, ahol teljes sötétség és némaság vár rá és csak a hatodik érzékére támaszkodhat. Morty és Rio egy félreértés miatt összetűzésbe kerülnek Yohmei mester tanoncával, Tamarával (Tamamura Tamao) és két védőszellemével, Ponchival és Conchival. Viaskodásuknak Anna vet véget. Mikor eljön az idő, közösen várják Yoh-t az alagút végén, de váratlanul Ellie és Millie is megjelenik – őket látta korábban Tamara a látomásában és velük azonosította tévesen Mortyt és Riót –, de Yoh ellátja a bajukat. | |                      |                      |
| 19 | Yoh kontra Lenny Futari no Big Souls (2人のビッグソウル; Futari no Biggu Szóru; Hepburn: Futari no Biggu Sōru)               | 2001. november 7.    |                      |
| Kezdetét veszi Yoh harmadik sámánharca, amelyben Len Taóval kell ismét megküzdenie. A kemény küzdelemben Yoh higgadtsággal, míg Len dühvel és gyűlölettel harcol és inkább elpusztul, semmint veszítsen. | |                      |                      |
| 20 | Egy, kettő, három, döntetlen! Soul mata reien (ソウル摩多霊園; Szóru mata reien; Hepburn: Sōru mata reien)                   | 2001. november 14.   |                      |
| Yoh és Len harca végül döntetlenként végződik, mindkettejük furjokuja ugyanbban a pillanatban fogy el, és Len belátja, hogy eddigi filozófiája téves volt, a gyűlölet csak legyengíti, ezért úgy dönt, megküzd nagybátyjával (eredeti változatban apja), En Taóval (Tao Yúan), aki erre a téves életszemléletre nevelte és minden gyűlölete forrása. Minden rosszra fordul, amikor őt és Junt foglyul ejti En. | |                      |                      |
| 21 | Kalandra hívás Believe (ビリーブ; Biríbu; Hepburn: Birību)                                                                   | 2001. november 21.   |                      |
| Yoh, Morty és Trey elindulnak megmenteni Lent, de egy sámán énekesduóval kerülnek szembe, akik technikája a túlvilágra küldi a szellemeket. | |                      |                      |
| 22 | A dinasztia kihívása Oretacsi no hisszacu vaza (オレたちの必殺技; Hepburn: Oretachi no hissatsu waza)                        | 2001. november 28.   |                      |
| Yoh, Morty, Trey és Rio megérkeznek a Tao család kietlen helyen fekvő otthonához és behatolnak a fő pagodába. En az öt legerősebb kjonsii harcosát, a Johto Őrséget is beveti a sámánok ellen. Míg Trey és Rio lekötik a Johto Őrséget, Yoh és Morty kiszabadítják Junt és Lent a cellájukból. | |                      |                      |
| 23 | A dinasztiaharc Jomigaeru njan njan dósi (蘇る娘娘道士; Hepburn: Yomigaeru nyan nyan dōshi)                                  | 2001. december 5.    |                      |
| A Johto Őrség legerősebb tagja Lee Pai-long mestere, Shamon. Kungfutudásával felülkerekedik Yoh-ékon, egyedül Lee Pai-long lesz képes legyőzni. Ezután maga En Tao jelenik meg. | |                      |                      |
| 24 | Egy új dinasztia Fudzsimi no Tao En (不死身の道円; Hepburn: Fujimi no Tao En)                                                | 2001. december 12.   |                      |
| A sámánok végül magával En Taóval kerülnek szembe. A hatalmas ember ellen legjobb technikáik is eredménytelennek bizonyulnak. Rájönnek azonban, hogy En szinte korlátlan hatalma mögött szellemirányítás rejtőzik. A szellemirányítást Yoh-nak és Lennek sikerül megtörnie, felfedve En valódi alakját. En végül elárulja filozófiájának okát, a Tao család hányattatott sorsát, de elfogadja, hogy Len más utat szeretne járni, mint amit ő szánt neki. Átadja neki a Villámkardot, mint Tao család örökösének. | |                      |                      |
| 25 | A sámánutazás Shaman e no tabi (シャーマンへの旅; Sáman e no tabi; Hepburn: Shāman e no tabi)                                | 2001. december 19.   |                      |
| Yoh, Rio, Len és Trey elbúcsúznak barátaiktól mielőtt Amerikába indulnának, ahol a Sámánbajnokság második köre kerül megrendezésre. Azonban mielőtt elindulnának egy rejtélyes sámán jelenik meg, Zeke (Hao), aki az erejüket teszteli le. | |                      |                      |
| 26 | Megkezdődik a második kör Big America (ビッグ·アメリカ; Biggu Amerika; Hepburn: Biggu Amerika)                               | 2001. december 26.   |                      |
| A négyes gépe lezuhan a sivatag felett, miközben Dobbie Village-et (eredeti változatban Patch Village), a második kör helyszínét keresik. Egy ötfős sámáncsoport támad rájuk, melynek tagjai Ellie és Millie mellett, Sharona, Sally és Lilly. Bár kudarcot vallanak, Len felfigyelt a szervezettségükre és ennek mintájára Yoh-t javasolja vezetőjüknek. | |                      |                      |
| 27 | A varázsló Dowsing Revolution (ダウジング·レボリューション; Daudzsingu Reborjúson; Hepburn: Daujingu Reboryūshon)            | 2002. január 9.      |                      |
| Rio találkozik egy mágus sámánnal, Lyserg Diethellel, aki erős szövetségeseket keres varázsingája segítségével. Kiderül, hogy Zeke-et akarja legyőzni, aki megölte szüleit kiskorában. Lyserg, bár kezdetben fenntartásai vannak Yoh-ékkal szemben, barátokra lel bennük és velük tart. | |                      |                      |
| 28 | Az elveszett fiú Lyserg’s Revenge (リゼルグリベンジャー; Rizerugu Ribendzsá; Hepburn: Rizerugu Ribenjā)                      | 2002. január 16.     |                      |
| Lyserg elmondja történetét Yoh-éknak, közben bosszút forralnak ellene azok a sámánok, akiket korábban legyőzött, miközben szövetségeseket keresett. | |                      |                      |
| 29 | A természet ereje Mera kondzsó (メラ根性; Hepburn: Mera konjō)                                                               | 2002. január 23.     |                      |
| Folytatódik Dobbie Village keresése. Lyserg lehangolttá válik egy Zeke-kel való találkozás után, látva, hogy hatalmával még a természet elemeit, így egy szörnyű hóvihart, is irányítja. Rio, hogy felvidítsa, elmeséli neki, milyen nehézségek leküzdésével lett sámán. Sharonáék sikertelenül próbálnak meg csatlakozni Zeke csapatához, aki a jeget megolvasztva árhullámot zúdít rájuk és Yoh-ékra, amit meg kell állítaniuk. Ezalatt Annát és Mortyt Yohmei mester egy fontos küldetéssel bízza meg, el kell jutniuk Ozorezánba, a Rettegés foka nevű vallási helyre. | |                      |                      |
| 30 | Az orákulum hangja Ubavareta Oracle Bell (うばわれたオラクルベル; Ubavareta Orakuru Beru; Hepburn: Ubawareta Orakuru Beru)   | 2002. január 30.     |                      |
| Millie összeveszik a lányokkal az ételen, s az erdőbe megy, ahol az orákulumharangját egy Chrysler (Krysler) nevű útonálló ellopja, abban a reményben, hogy így részt vehet a Sámánbajnokságon. Yoh-ék segítenek ellátni a bűnöző baját, s bár a harang megsemmisül, Silva ad egy újat Millie-nek. Anna és Morty közben megérkeznek a Rettegés fokára. | |                      |                      |
| 31 | Szellemváros Szeirei no mori (精霊の森; Hepburn: Seirei no mori)                                                             | 2002. február 6.     |                      |
| Yoh és a többiek az erdőben ragadnak, mivel Billy, Rio amerikai sofőrje, nem érkezik Rio hívására. Egy erdőmélyi, elhagyatott bányavárosban pihennek meg, nem is sejtve, hogy egy sereg unatkozó szellem szeretne velük szórakozni. Felbukkan Zeke is, aki elragadja a szellemek nagy részét. Anna ezalatt szellemidéző képességeit készül fejleszteni. | |                      |                      |
| 32 | Egy nagyon Trey nap Horohoro nigai tomo no adzsi (ホロホロ苦い友の味; Hepburn: Horohoro nigai tomo no aji)                   | 2002. február 13.    |                      |
| Trey miközben élelmet próbál szerezni az erdőben egy sámánnal, Allennel találkozik, aki az erdő védelmezője. Közösen veszik fel a harcot a fakitermelőkkel. | |                      |                      |
| 33 | Zeke támadása Himicu na Aszakura (ひみつな麻倉; Hepburn: Himitsu na Asakura)                                                 | 2002. február 20.    |                      |
| Zeke és az Asakura család több száz éve összefonódó története felfedődik, amikor Yohmei mester arra kéri Annát, hogy a Sámánok könyvét (avagy Sámánkódexet), amelyben Zeke tanításai szerepelnek, vigye el Yoh-nak. Ezalatt Basil (Asiru), Zeke egyik követője megtámadja Yoh-ékat, hogy megölje Yoh barátait. A harc váratlanul véget ér, amikor egy rejtélyes csoport, a Kívülállók (X-Laws) megölik Basilt. Felfedik, hogy a céljuk Zeke és követőinek elpusztítása és arra kérik Yoh-t, hogy csatlakozzon hozzájuk, de ő ezt visszautasítja. | |                      |                      |
| 34 | A nagy nyugati fürdő Amerika onszen (アメリカ温泉; Hepburn: Amerika onsen)                                                   | 2002. február 27.    |                      |
| A Sámánok könyvének véletlenül feltörik a pecsétje és két sikigami szabadul ki, de Anna megfékezi őket új, 1080 gyöngyöt tartalmazó láncával. Yoh és a többiek egy forróvizes fürdőben töltik az éjszakát, ahol Sharona egyik riválisa – aki illúziókat használ – veszi őket célba nem túl sok sikerrel. | |                      |                      |
| 35 | Vámpírok éjszakája Kjúkecuki denszecu (吸血鬼伝説; Hepburn: Kyūketsuki densetsu)                                             | 2002. március 6.     |                      |
| III. Tepes Boris Drakula szüleit még gyermekkorában megölték, mivel – tévesen – vámpíroknak vélték őket. Boris ma Zeke szolgálatában áll és Yoh csapatát veszi célba. A Kívülállók is felbukkannak és Borist akarják elpusztítani, technikájuknak azonban Yoh-ék is áldozatul eshetnek. Ezt Sharonáék nem hagyják és feltartóztatják őket. Anna és Morty mindeközben elindulnak Amerikába. | |                      |                      |
| 36 | Szárnyas fenevadak Tensi no Pistol (天使のピストル; Tensi no Piszutoru; Hepburn: Tenshi no Pisutoru)                         | 2002. március 13.    |                      |
| Miután Boris Lyserg felett átvette az irányítást, Yoh-éknak rá kell jönniük a technika nyitjára, hogy legyőzhessék. Yoh hagyja, hogy Lyserg megharapja, s ezáltal egyesülhet a lelke Boris védőszellemével, Blaumróval, aki felett Borisnak így nincs már hatalma. Blaumro elmondja, hogy ő volt az a vámpírvadász, aki megölte Boris szüleit és bűntudata miatt felajánlotta Borisnak, hogy a védőszelleme lesz. Sharonáék nem tudják tovább feltartani a Kívülállókat, akik betörnek a templomba és végezni akarnak Borisszal. Yoh ezt nem hagyja, mert Borisban a gonoszsága mellett meglátta a jót is. Végül Boris feláldozza magát, hogy megvédje Yoh-t a Kívülállók egy erős csapásától. Az események hatására Lyserg úgy dönt, csatlakozik a Kívülállókhoz. | |                      |                      |
| 37 | A poén Joke King (ジョーダンキング; Dzsódan Kingu; Hepburn: Jōdan Kingu)                                                     | 2002. március 20.    |                      |
| Yoh csapatát nyomasztja Lyserg távozása. Egy magányos sámán, Jocó (Chocolove) csatlakozik hozzájuk, aki a világ legnagyobb humoristája szerezne lenni sámánkirályként. Bár a csapat többi tagját bosszantják Jocó erőltetett poénjai, Yoh megengedi, hogy csatlakozzon. Jocó egy korábban már látott sámán énekesduó ellen bizonyíthat. Anna és Morty megérkeznek Amerikába, ahol a reptéren váratlanul VIII. Faust keresi meg őket és a csatlakozását ajánlja fel, amit Anna el is fogad Morty legnagyobb megdöbbenésére. | |                      |                      |
| 38 | Az öt törzsfőnök Szeminoa no densóka (セミノアの伝承歌; Hepburn: Seminoa no denshōka)                                        | 2002. március 27.    |                      |
| Annáékhoz Jun és Tamara is csatlakozik, közben Jocó információi alapján a csapat Lililala (Lilirara) házához ér. Lililala az öt törzsfőnök egyikének leszármazottja, akik részt vettek a korábbi, 500 évvel ezelőtti Sámánbajnokságon, s Zeke áldozataivá váltak, mikor Dobbie Village-be értek. Lililala ezért őrzi mindegyikük lelkét, de Yoh-ék arra kérik, hogy engedje őket szabadon, mert már az ő sorsuk Zeke legyőzése. Lililala ebben kételkedik, de mikor megmutatják az erejüket, a törzsfőnökök szellemei maguk döntenek távozásukról, de előtte megosztják Yoh-ékkal a Dobbie Village-be vezető utat. | |                      |                      |
| 39 | Gaz támadás Hanagumi (花組)                                                                                                  | 2002. április 3.     |                      |
| Annáék elindulnak Yoh-ék nyomába, hogy átadják neki a Sámánkódexet. Útközben belebotlanak Zeke-be, aki reményét fejezi ki, hogy a könyvében lévő tudás elsajátításával Yoh-t a későbbiekben egy erős szövetségesévé tudja megtenni. Yoh és csapatára Zeke három követője, Kanna Bismarch, Marion Phauna, Matilda Matisse támad, akik azt a parancsot kapták, mint korábban Basil, hogy végezzenek Yoh barátival, hogy Yoh egyedül maradva könnyebben kerülhessen Zeke befolyása alá. A lányok sokkal erősebbnek bizonyulnak, mint Yoh-ék, azonban mikor Anna váratlanul felbukkan, visszavonulnak. | |                      |                      |
| 40 | A sámánkódex Csó szendzsirjakeccu (超·占事略決; Hepburn: Chō senjiryakettsu)                                                 | 2002. április 10.    |                      |
| A főhősök újra találkoznak. Anna irányításával Yoh és csapatának többi tagja kapcsolatba lép Zeke erejének forrásával, amely a Sámánkódexben rejlik, hogy így nagyobb erőre tegyenek szert. Felmerül az eshetősége, hogy a kockázatos lépéssel Zeke befolyása alá kerülnek Yoh-ék, ezért a Kívülállók vezetője, Jeanne, a vasszűz Lysergöt és Marco Lassót küldi megállítani őket, ha a gonosz hatalma alá kerülnének. Yoh-ék azonban önmaguk maradnak és emellett jelentős hatalomra tesznek szert. Anna ezután átad Yoh-nak egy régi kardot, viszont Amidamaruval valami nincs rendben. | |                      |                      |
| 41 | Gótikus visszavágó Barecu Over Soul (爆れつオーバーソウル; Barecu Óbá Szóru; Hepburn: Baretsu Ōbā Sōru)                      | 2002. április 17.    |                      |
| Yoh-ék folytatják Dobbie Village keresését, de nem jönnek rá, hogy milyen helyszíneket takart az öt törzsfőnök szavaiban a „vörös folyókanyon”, a „fekete föld” és a „kék barlang”, amelyek a faluba vezető utat jelentik. Marco, Lyserg és Zeke megfigyelése alatt Yoh-éknak meg kell újra küzdeniük Kannáékkal, ezúttal azonban újonnan szerzett erejükkel vereséget mérnek rájuk. Amidamaru és a többiek védőszellemei is jelentős változáson mennek keresztül, méretük hatalmasra nő. Yoh megtudja Zeke-től a döbbenetes igazságot, hogy ők ketten ikertestvérek. | |                      |                      |
| 42 | Dupla médium Spirit obu szódo (スピリットオブソード; Szupiritto obu szódo; Hepburn: Supiritto obu sōdo)                      | 2002. április 24.    |                      |
| Mikihisa elmeséli Yoh és Zeke születésének körülményeit. A Kívülállók ezalatt mozgásba lendülnek, Jeanne megkezdi Babilon kapujának kinyitását, mellyel jelentős erőt adhat követőinek. Marco és csapata megkísérli elpusztítani Yoh-t, s mivel Amidamaru fejlődése még nem fejeződött be, csak társai védelmére hagyatkozhat. Mikor végbemegy a fejlődés, Yoh egy új, kétkardos technikát mutat be, a dupla médiumot. | |                      |                      |
| 43 | Lyserg elveszett Kamigami no tatakai (神々の闘い)                                                                            | 2002. május 1.       |                      |
| Yoh-ék egy kisvárosba érkeznek, ahol számos sámán található, köztük az állítólagos halhatatlan osztálybeliek. Három ilyen sámán mutatkozik meg, akik azt állítják, hogy Zeke elpusztítása az ő feladatuk és nem a Kívülállóké és kihívják őket egy hivatalos sámánmeccsre. Lyserg harcol velük, de nem képes elpusztítani őket, amit Jeanne tesz meg helyette, megmutatva erejét. Lyserg hite meginog a Kívülállókban. | |                      |                      |
| 44 | Eljő a jég csapat Mó hito funbari (もうひとふんばり; Hepburn: Mō hito funbari)                                               | 2002. május 8.       |                      |
| A Jég csapat, akik büszkék arra, hogy a világ legkeményebb hőmérsékletét is kordában tartják, kihívják Yoh-t egy küzdelemre. Yoh igazi ereje megmutatja számukra, hogy a világ gyűlölete az elszenvedett sérelmek miatt nem a helyes út. | |                      |                      |
| 45 | Dobie Village vagy bukta Great Spirits (グレートスピリッツ; Guréto Szupiriccu; Hepburn: Gurēto Supirittsu)                   | 2002. május 15.      |                      |
| Szorít az idő, de a csapat végül megtalálja Dobie Village-et. Mielőtt azonban beléphetnének, a lelkek királya egy próbának veti alá Yoh-ékat. Miután mindnyájan rájönnek, hogy egy illúzió, Silva fogadja őket a sámánfaluban. A második körhöz háromfős csapatokat kell alkotniuk, Yoh mellé Rio és Faust áll, míg Lenny Treyt és Jocót választja maga mellé. | |                      |                      |
| 46 | Családi viszály Tao no bórei (道(タオ)の亡霊; Hepburn: Tao no bōrei)                                                         | 2002. május 22.      |                      |
| Lent kérdőre vonja Ginny Tao és Dósi Erők csapata és árulónak nevezik, amiért elfelejtette a Tao család büszkeségét és mindnyájukat cserbenhagyta. Lennynek bizonyítania kell hűségét és, hogy méltó család vezetéséhez. Megérteti Ginnyvel, hogy nem a család hagyományait, csak a gyűlöletet dobta el magától, majd bemutat egy vezetőhöz méltó győzelmet Ginnyékkel szemben. | |                      |                      |
| 47 | Homokvihar Mera dzsundzsó (メラ純情; Hepburn: Mera junjō)                                                                    | 2002. május 29.      |                      |
| Rio találkozik egy Anise nevű lánnyal, akivel megosztja álmát, hogy megtalálja a maga szent helyét, de Anise erőszakos vőlegénye, Haloune félbeszakítja beszélgetésüket. Mikor Haloune csapatát, a Parthia csapatot jelölik ki Rióék következő ellenfelének a Sámánbajnokságon, Rio emlékezteti őt, mit jelent valójában feladni egy álmot egy másikért. | |                      |                      |
| 48 | A prófécia Dragon no dendósi (ドラゴンの伝道師; Doragon no dendósi; Hepburn: Doragon no dendōshi)                            | 2002. június 5.      |                      |
| Treynek bizonyítania kell, hogy méltó a sámánkirályi címre csapata következő ellenfeleinek, néhány megszállott misszionáriusnak, akik egy „próféciára” hivatkozva azt állítják, Trey nem lesz képes megbirkózni a Sámánbajnokság megnyerésének terhével és nem lesz belőle sámánkirály. Miután Trey legyőzi őket, belátják, hogy tévedtek, ennek ellenére Pilika Trey komoly edzéséhez fog. | |                      |                      |
| 49 | Gladiátorok Doctor Doctor (ドクタードクター; Dokutá Dokutá; Hepburn: Dokutā Dokutā)                                          | 2002. június 12.     |                      |
| Morty és Faust megismerkednek a Gladiátor csapattal, akik harci stílusa a lelkük túltelítése furjokuval, ami azonban károsítja a testüket. Morty aggódni kezd a csapat női tagja, Maya miatt, aki többször összeesik. Faust szerint Maya beteg, ezért mikor Yoh csapatának - melynek ő is tagja - kell kiállnia a Gladiátorok ellen, egyedüliként vállalja velük a harcot. Bár Morty kételkedik Faust jó szándékában, pozitívan kell csalódnia benne, mikor Faust olyan technikával győzi le őket, amivel nem árt nekik. | |                      |                      |
| 50 | A sötétség szíve Ore no kokoro nja jami ga aru (オレの心にゃ闇がある; Hepburn: Ore no kokoro nya yami ga aru)                | 2002. június 19.     |                      |
| Len csapatának következő ellenfele a Dairedo és vezetőjük, Nyorai lesz, akinek módszere, hogy énekével előhívja a szívben rejlő sötétséget. A Sámántanács egyik tagja, Nichrom őket akarja felhasználni Len ellen, bosszúja beteljesítésére. Mikor Len és Trey félelemei fegyverré válnak ellenük Nyorai illúziójától, Jócóra vár a feladat, hogy felülkerekedjen saját sötétségén és megmentse társait. | |                      |                      |
| 51 | Szelleműzők Shaman Hunt (シャーマンハント; Sáman Hanto; Hepburn: Shāman Hanto)                                               | 2002. június 26.     |                      |
| Egy szerzetesekből álló szellemvadász szervezet, akik abban hisznek, hogy minden sámánhoz kötött szellem gonosz, a túlvilágra akarják küldeni Amidamarut. Amikor a szamuráj már kezdi elhinni, hogy valóban gonosz, Yoh emlékezteti kapcsolatukra és bebizonyítják Fudou-nak, a szellemvadászok vezetőjét, hogy a szellemek többsége nem gonosz. Ezzel megmentik az eddig elzárt szellemeket, illetve Mortyt, aki Mosukét használva Fudou befolyása alá került. | |                      |                      |
| 52 | A rizs útja Tokkun da jo!? Zenin súgó (特訓だよ！？全員集合; Hepburn: Tokkun da yo!? Zenin shūgō)                            | 2002. július 3.      |                      |
| Yoh-ék tanúi lesznek, ahogy Zeke elpusztítja ellenfeleit, ennek ellenére készek vele kiállni. Mind Yoh, mind Len a saját csapatát tartja erősebbnek a másikénál, hogy eldöntsék, Mikihisa engedélyével összemérik erejüket. Mikihisa, látva kiforratlan harci technikájukat, speciális edzésnek veti alá őket: egy rizsszemet kell megtalálniuk a sivatagban. Az edzés azonban korán sem sikerül úgy, ahogy szeretnék. Sharonáék azon tanakodnak, hogy még miért nem kaptak ellenfelet a második fordulóban, azonban váratlanul értesítik őket az első meccsükről, amit Zeke-kel kell megvívniuk. | |                      |                      |
| 53 | Dupla kockázat Bye Bye (バイバイ; Hepburn: Baibai)                                                                           | 2002. július 10.     |                      |
| Yoh-ék minden megtesznek, hogy lebeszéljék Sharonáékat a Zeke-kel vívandó harcukról, tekintve, hogy Zeke elpusztítja minden ellenfelét és esélyük sem lenne ellene, de a lányok eltökéltek és meg akarnak küzdeni a rettegett sámánnal. Ki kell állniuk Yoh ellen, ha győznek, továbbengedi őket Zeke ellen. Bár a lányoknak sikerül eltalálniuk Yoh-t, elfogy az összes furjokujuk, így kiesnek a bajnokságból. Eközben Len arra készül, hogy túlszárnyalja korlátait Yoh apjával való edzésben. Végül Len és Yoh megtalálják Mikhisa rizsszemeit, de még nem értik, mire volt jó a keresés. | |                      |                      |
| 54 | X-kaliber Hacsibanme no tensi (8番目の天使; Hepburn: Hachibanme no tenshi)                                                   | 2002. július 17.     |                      |
| Zeke elpusztítja Fudou csapatát, lelküket elnyeli tűzszelleme. Lyserg eltökélt, hogy ő is kiérdemeljen egy arkangyalt Jeanne-től, a vasszűztől. Yoh és a többiek, látva egy küzdelmét Zeke néhány követőjével, tartanak attól, hogy már olyan messzire távolodott el tőlük, hogy nem szerezhetik vissza. Érzéseik nem csalnak, Lyserg végérvényesen a Kívülállókat választja, még a védőszellemét, Chloe-t is eldobja magától. | |                      |                      |
| 55 | Csali és csapda Gate of Babylon (ゲート オブ バビロン; Géto Obu Babiron; Hepburn: Gēto Obu Babiron)                          | 2002. július 24.     |                      |
| Morty terve, hogy megvigasztalja Riót visszájára fordul, amikor maga Lyserg rabolja el Mortyt a Kívülállók számára, akik őt használják fel Yoh csapdába csalásához. A Kívülállók Babilon kapujához akarják csalni Yoh-t, amely megnyílva nemcsak őt, de Zeke-et is elpusztítaná, mivel ő is eljönne, hogy megóvja őt, hiszen szüksége van rá. Morty eltökélt, hogy segítsen valahogy Yoh-éknak, akiket Jeanne egy nagy varázsketrecbe zár, közben felfedez valamit a számítógépén. A Kívülállók terve felborul, amikor Zeke váratlanul megjelenik és elragadja Jeanne-t. | |                      |                      |
| 56 | Babilon haragja Babylon no tobira (バビロンの扉; Babiron no tobira)                                                          | 2002. július 31.     |                      |
| Jeanne ugyan ki tud szabadulni Zeke karmai közül, de minden erejét elvesztette. A Kívülállók készek szembenézi a halállal és elkeseredett harcot vívnak, hogy megvédjék őt Zeke-től és követőitől. Yoh-ék ezalatt kiszabadulnak Jeanne varázsketrecéből. Yoh összecsap Zeke-kel, de Jeanne közben összegyűjtötte minden furjokuját és kinyitja Babilon kapuját, ami mindnyájukat beszippantja. A Kívülállók terve azonban éppen ellenkező eredményt ér el, mivel Zeke kihasználja egy gyenge pontjukat és Jeanne védőszellemét, Mesh-t elnyelve mindenkit visszahoz. Zeke mindennél jobban elszánt, hogy megszerezze Yoh-t és a lelkek királyát. | |                      |                      |
| 57 | Titkos ösvény Shaman Fight súrjó? (シャーマンファイト終了?; Sáman Faito súrjó?; Hepburn: Shāman Faito Shūryō?)               | 2002. augusztus 7.   |                      |
| Miután Zeke elnyeli Jeanne védőszellemét, úgy dönt, erővel szerzi meg a lelkek királyát, akihez egy titkos ösvényen haladva érhet el. Lyserg-öt kizárják a Kívülállók maguk közül, mert alkalmatlannak találják. Zeke, miután megtámadja a Sámántanácsot, a tiltott erdő felé veszi az utat. Yoh és a többiek összegyűjtik erejüket, fel kell készülniük az utolsó ütközetre. Zeke követéséhez azonban hivatalosan fel kell adniuk a Sámánbajnokságot. Kiderül Zeke furjokujának pontos értéke: 1 250 000; ez a szám nagyságrendekkel több, mint egy átlagos sámáné. | |                      |                      |
| 58 | A tiltott erdő Endzsó Angel (炎上エンジェル; Endzsó Endzseru; Hepburn: Enjō Enjeru)                                          | 2002. augusztus 14.  |                      |
| Len kihívja Yoh-t egy összecsapásra, hogy közben új fogást sajátítson el, majd folytatják Zeke üldözését. A Kívülállóknak sikerül Zeke elé kerülni és egymás után áldozzák fel magukat, hogy legyőzhessék. Próbálkozásaik nem járnak eredménnyel, s Zeke már az elesett kívülállók lelkének elnyelésére készül, mikor Lyserg közbelép. Chloét és a bukott kívülállók védőszelleit egyesítve megvédi őket, kiérdemelve Marco és Jeanne elismerését. Váratlanul megszólal a lelkek királya, aki távozásra szólítja fel a jelenlévőket. Zeke elégedetten jegyzi meg, hogy a lelkek királya most lépett bele a csapdájába. | |                      |                      |
| 59 | A következő dimenzió Hosi no szeicsi (星の聖地; Hepburn: Hoshi no seichi)                                                    | 2002. augusztus 21.  |                      |
| Zeke és követői, illetve Yoh-ék belépnek a Csillagszentélybe, ahol a lelkek királya található. Morty követi Yoh-t, aki eközben ikertestvérét próbálja megállítani. Jeanne Lysergre bízza Zeke megállítását, mivel most már ő a legerősebb kívülálló. Yoh barátai szembekerülnek Zeke több követőjével, akiket mesterük az erejével ruházott fel. A harcban Len súlyosan megsérül és elveszti eszméletét. | |                      |                      |
| 60 | Egység Tomodacsi (友達; Hepburn: Tomodachi)                                                                                  | 2002. augusztus 28.  |                      |
| Ádáz harcok dúlnak több színtéren. Yoh barátai Zeke több követőjével, Silva és Karim a Sámántanács két áruló tagjával, Nichrommal és Zinc-kel, Yoh pedig Kannáékkal küzd meg. Len is magához tér és beszáll a küzdelembe, végül győzedelmeskednek Zeke követői felett. Anna az 1080 gyönggyel készül csatlakozni Yoh-ékhoz. | |                      |                      |
| 61 | Yoh és viszlát! Eien ni szajonara (永遠にサヨナラ; Hepburn: Eien ni sayonara)                                                | 2002. szeptember 4.  |                      |
| Hogy a lelkek királyához közel kerülhessenek, meg kell küzdeni a védelmezőivel. Míg Zeke könnyedén elpusztítja őket, Yoh-ék erre nem lesznek képesek, de némi harc után kiérdemlik a továbbhaladást. A harc Zeke és Yoh között kezdetét veszi, de váratlan fordulatot vesznek az események, amikor Zeke elnyeli Yoh lelkét. Anna épp ekkor ér a helyszínre. | |                      |                      |
| 62 | Düh és furyoku Die! Gekitocu! (DIE·激突！; Hepburn: Die! Gekitotsu!)                                                         | 2002. szeptember 11. |                      |
| Dühtől és bánattól vezérelve Yoh társai bosszút akarnak állni Zeke-en. Morty azonban emlékezteti őket, hogy az igazi erejük nem az erőszakból és gyűlöletből táplálkozik és segít nekik az utolsó kétségbeesett próbálkozásban, Zeke megállítására. Az 1080 gyönggyel próbálják lefogni Zeke-et, s bár ez a trükk 500 évvel ezelőtt bevált, Zeke most túl erősnek bizonyul. | |                      |                      |
| 63 | Meghalt a király Arubeki baso (在るべき場所; Hepburn: Arubeki basho)                                                         | 2002. szeptember 18. |                      |
| Barátai hitének köszönhetően Yoh lelke ki tud törni Zeke-ből és visszatér a testébe. Dobbie Village sámánjai kezdenek összefogni Zeke ellen, de a küzdelem korán sem ér véget. Zeke új szintre lép, amikor elnyeli a lelkek királyát, de Yoh-ék nem adják fel a harcot. | |                      |                      |
| 64 | Éljen a király! Epilogue (エピローグ; Epirógu; Hepburn: Epirōgu)                                                             | 2002. szeptember 25. |                      |
| Zeke, akinek ereje a legyőzhetetlenség hitéből fakad és Yoh, akinek ereje barátaitól és társaitól adatott, utoljára összecsapnak. Végül a jó győzedelmeskedik a gonosz felett, Zeke elbukik. Dobbie Village eltűnik és minden visszaáll a régi kerékvágásba. | |                      |                      |

## Zene
Nyitódalok
1. Over Soul: előadója Hajasibara Megumi (1–34. epizód)
2. Northern Lights: előadója Hajasibara Megumi (35–64. epizód)
Záródalok
1. Trust You: előadója Hajasibara Megumi (1–34. epizód)
2. Omokage (おもかげ): előadója Hajasibara Megumi (35–63. epizód)
3. Konpaku kaszanete (魂魄重ねて; Hepburn: Konpaku kasanete): előadója Szató Júko (64. epizód)
Angol nyelvű változat
To Be Shaman King!
Magyar nyelvű változat
Legyél sámán király!: előadója Szomor György (az angol nyelvű változat alapján készült)

## DVD-kiadások
| Kötet     | Cím                                  | Megjelenés dátuma    | Epizódok | Forrás |
| --------- | ------------------------------------ | -------------------- | -------- | ------ |
| 1. kötet  | Shaman King 1 (シャーマンキング 1)   | 2001. október 30.    | 1–4.     | [ 7 ]  |
| 2. kötet  | Shaman King 2 (シャーマンキング 2)   | 2001. november 29.   | 5–8.     | [ 14 ] |
| 3. kötet  | Shaman King 3 (シャーマンキング 3)   | 2001. december 29.   | 9–12.    | [ 15 ] |
| 4. kötet  | Shaman King 4 (シャーマンキング 4)   | 2002. január 26.     | 13–16.   | [ 16 ] |
| 5. kötet  | Shaman King 5 (シャーマンキング 5)   | 2002. február 28.    | 17–20.   | [ 17 ] |
| 6. kötet  | Shaman King 6 (シャーマンキング 6)   | 2002. március 27.    | 21–24.   | [ 18 ] |
| 7. kötet  | Shaman King 7 (シャーマンキング 7)   | 2002. április 24.    | 25–28.   | [ 19 ] |
| 8. kötet  | Shaman King 8 (シャーマンキング 8)   | 2002. május 22.      | 29–32.   | [ 20 ] |
| 9. kötet  | Shaman King 9 (シャーマンキング 9)   | 2002. június 26.     | 33–36.   | [ 21 ] |
| 10. kötet | Shaman King 10 (シャーマンキング 10) | 2002. július 24.     | 37–40.   | [ 22 ] |
| 11. kötet | Shaman King 11 (シャーマンキング 11) | 2002. augusztus 22.  | 41–44.   | [ 23 ] |
| 12. kötet | Shaman King 12 (シャーマンキング 12) | 2002. szeptember 25. | 45–48.   | [ 24 ] |
| 13. kötet | Shaman King 13 (シャーマンキング 13) | 2002. október 23.    | 49–52.   | [ 25 ] |
| 14. kötet | Shaman King 14 (シャーマンキング 14) | 2002. november 22.   | 53–56.   | [ 26 ] |
| 15. kötet | Shaman King 15 (シャーマンキング 15) | 2002. december 25.   | 57–60.   | [ 27 ] |
| 16. kötet | Shaman King 16 (シャーマンキング 16) | 2003. január 22.     | 61–64.   | [ 8 ]  |

| Kötet    | Cím                                              | Megjelenés dátuma   | Lemezek száma | Epizódok | Forrás |
| -------- | ------------------------------------------------ | ------------------- | ------------- | -------- | ------ |
| 1. kötet | Shaman King DVD-BOX1 (シャーマンキング DVD-BOX1) | 2008. augusztus 27. | 7             | 1–24.    | [ 9 ]  |
| 2. kötet | Shaman King DVD-BOX2 (シャーマンキング DVD-BOX2) | 2008. október 22.   | 6             | 25–43.   | [ 28 ] |
| 3. kötet | Shaman King DVD-BOX3 (シャーマンキング DVD-BOX3) | 2008. december 25.  | 6             | 44–64.   | [ 10 ] |

| Kötet    | Cím                                         | Megjelenés dátuma | Epizódok | Forrás |
| -------- | ------------------------------------------- | ----------------- | -------- | ------ |
| 1. kötet | Shaman King 1: A Boy Who Dances With Ghosts | 2004. október 19. | 1–3.     | [ 11 ] |
| 2. kötet | Shaman King 2: Perfect Possession           | 2004. október 19. | 4–6.     | [ 29 ] |
| 3. kötet | Shaman King 3: Pai Long Attacks             | 2005. február 22. | 7–9.     | [ 30 ] |
| 4. kötet | Shaman King 4: Ryu Is Possessed             | 2005. április 5.  | 10–12.   | [ 31 ] |
| 5. kötet | Shaman King 5: Shaman Fight                 | 2005. március 29. | 13–15.   | [ 12 ] |

| Kötet    | Cím                                             | Megjelenés dátuma | Epizódok | Kiadó                   | Forrás |
| -------- | ----------------------------------------------- | ----------------- | -------- | ----------------------- | ------ |
| 1. kötet | Sámán király 1.                                 | 2007              | 1–3.     | Mirax                   |        |
| 2. kötet | Sámán király 2.                                 | 2007              | 4–6.     | Mirax                   |        |
| 3. kötet | Sámán király 3.                                 | 2007              | 7–9.     | Mirax                   |        |
| –        | Sámán király – Szellemek és szamurájok küzdelme | 2009. május 15.   | 1–2.     | Jetix, M&C Marketing T. | [ 32 ] |